# Nepotilla
Nepotilla là một chi ốc biển, là động vật thân mềm chân bụng sống ở biển trong họ Conidae.

## Các loài
Các loài thuộc chi Nepotilla bao gồm:
- Nepotilla aculeata (May, 1916)[2]
- Nepotilla amoena (Sars G.O., 1878)[3]
- Nepotilla bathentoma (Verco, 1909)[4]
- Nepotilla carinata Laseron, 1954[5]
- Nepotilla diaphana tháng 5 năm 1920[6]
- Nepotilla excavata (Gatliff, 1906)[7]
- Nepotilla fenestrata (Verco, 1909)[8]
- Nepotilla finlayi Powell, 1937[9]
- Nepotilla lamellosa (Sowerby III, 1896)[10]
- Nepotilla marmorata (Verco, 1909)[11]
- Nepotilla microscopica (May, 1916)[12]
- Nepotilla mimica (Sowerby III, 1896)[13]
- Nepotilla minuta (Tenison-Woods, 1877)[14]
- Nepotilla nitidula Powell, 1940[15]
- Nepotilla powelli Dell, 1956[16]
- Nepotilla serrata Laseron, 1954[17]
- Nepotilla triseriata (Verco, 1909)[18]
- Nepotilla tropicalis Hedley, 1922[19]
- Nepotilla vera Powell, 1940[20]